# Shannon Smith
Shannon Smith (n. 28 septembrie 1961, Vancouver, British Columbia, Canada) este o înotătoare ce a reprezentat Canada, medaliată olimpică. A participat la o ediție a Jocurilor Olimpice (1976) în care a câștigat două medalii de bronz.